# Oligodon melanozonatus
Espèce
Oligodon melanozonatus est une espèce de serpent de la famille des Colubridae.

## Répartition
Cette espèce se rencontre en Inde et en République populaire de Chine dans le Xizang.

## Description
L'holotype de Oligodon melanozonatus mesure 513 mm dont 83 mm pour la queue. Cette espèce a le dos brun clair marbré de noirâtre et présente une vingtaine de rayures noires mal définies interrompant au niveau des flancs ainsi que quatre autres rayures au niveau de la queue. Une flèche, pointée vers l'avant, marque sa nuque. Sa face ventrale est blanche et rayée irrégulièrement de noir.

## Étymologie
Son nom d'espèce, dérivé du grec μέλας, mélas, « noir », et ζώνη, zônê, « ceinture », lui a été donné en référence à sa livrée.

## Publication originale
- Wall, 1922 : A new snake from the Northern frontier of Assam. Records of the Indian Museum, vol. 24, p. 29-30 (texte intégral).